# Філіппо Бальдінуччі
Філіппо Бальдінуччі (італ. Filippo Baldinucci 1624, Флоренція  — 1 січня, 1697, флоренція) — італійський художник і історіограф епохи бароко . 

## Життєпис, ранні роки
Походив із забезпеченої купецької родини, що мешкала у Флоренції. Батьки — Катерина де Валле та Джованні Бальдінуччі.
Перебування у Флоренції та наближеність до творів мистецтва сприяли появі зацікавленості у мистецтві і бажанню присвятити себе мистецтву. Він почав опановувати художню техніку спочатку у майстерні флорентійського скульптора Якопо Марія Фоджині, а згодом перейшов у майстерню художника Маттео Роселлі (1578–1650).

## Портретист, адміністратор, знавець історії мистецтв
Філіппо Бальдінуччі починав як портретист. Працював окрім Флоренції також у місті  Мантуя та декотрих містах Ломбардії. Праця у різних містах наблизила його до вивчення творів сучасних і колишніх художників.
Його привітав герцог Тосканський і узяв на власну службу. Серед завдань Філіппо Бальдінуччі було збільшення мистецьких колекцій герцога Тосканського, зосереджених у галереї Уффіці. Кардинал Леопольдо Медічі з допомогою Філіппо Бальдінуччі збільшував власну колекцію оригінальних малюнків і гравюр, котра пізніше стане базою Кабінету гравюр і малюнків галереї Уффіці.
Саме до адміністративної і мистецтвознавчої діяльності Філіппо Бальдінуччі належить формування флорентійської галереї автопортретів.

## Власна родина
Філіппо Бальдінуччі узяв шлюб із сеньйорою Катаріною Скаларі. В родині було п'ятеро синів. Один із синів був помічником батька у зборах матеріалів до біографічного твору. А по смерті батька сприяв друку ще трьох видань, приготовлених до оприлюднення. Син Антоніо Бальдінуччі став єзуїтом і був беатіфікований у 1893 році.

## Біографічний твір Філіппо Бальдінуччі «Notizie»

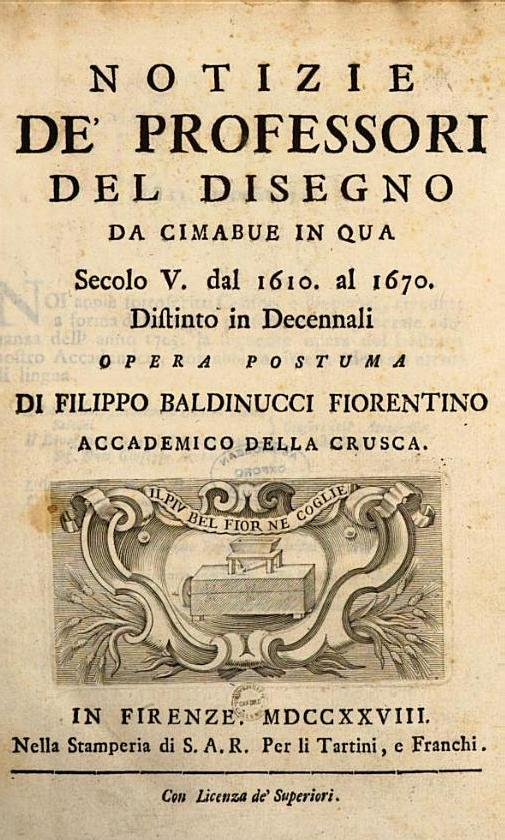
Титульна сторінка біографічного видання «Notizie», 1681 р.

Практично одночасно з діяльністю арт-ділера розпочалась його мистецтвознавча діяльність.  Він наблизився до вивчення біографій митців минулого і почав набирати досвід експертних оцінок. Останнього досвіду вимагав навіть сам матеріал. Бо оригінали малюнків італійських майстрів зазвичай не мали підписів. Експертні оцінки дозволяли розрізняти їх, а при нагоді відрізняти оригінали від копій. Все це підштовхнуло його до створення Vocabolario (словника художніх термінів), ним було запропоновано 14 ознак стиля і 80 різних термінів. Його словник художніх термінів був розповсюджений не тільки на живопис чи малюнки, а і на ювелірні вироби, на твори в техніці флорентійської мозаїки, використання фарб, технології, що використані митцями.
З власних напрацювань виріс і твір «Notizie», котрий формально пов'язували з продовженням «Життєписів» Джорджо Вазарі. 
Це дійсно було продовження  історіографічної традиції, але на новому етапі, етапі доби бароко. Чутливий до реалій, Філіппо Бальдінуччі відновлював не тільки біографії італійських митців, а також біографії уславлених голландських, фламандських і декотрих німецьких майстрів. На відміну від Джорджо Вазарі, що часто старанно вихваляв майстрів, уроджинців Флоренції, Бальдінуччі цим шляхом не пішов. Він не ігнорував важливих досягнень у мистецтві і майстрів, що не були італійцями. Цим були закладені підвалини сучасної уяви про внески у історію мистецтва Західної Європи. При вивченні сторінок історії мистецтва, Філіппо Бальдінуччі став звертатись до документів і архівів.
При цьому він був людиною котрреформації і правовірним католиком. Первісну освіту він пройшов під керівництвом єзуїтів і старанно вивчав твір Ігнатія Лойоли «Духовні вправи». Три сини Філіппо Бальдінуччі стануть священиками, а один з них буде зарахований до блажених.

## Власна колекція малюнків
Філіппо Бальдінуччі створив власну колекцію малюнків, бо їх художня вартість за його життя лише починала набувати значимість. Згодом вона перейшла до збірок родини Строцці. 1806 року з колекції Строцці її передали до збірок музею Лувр.